# Mirante de São Benedito (Bragança)

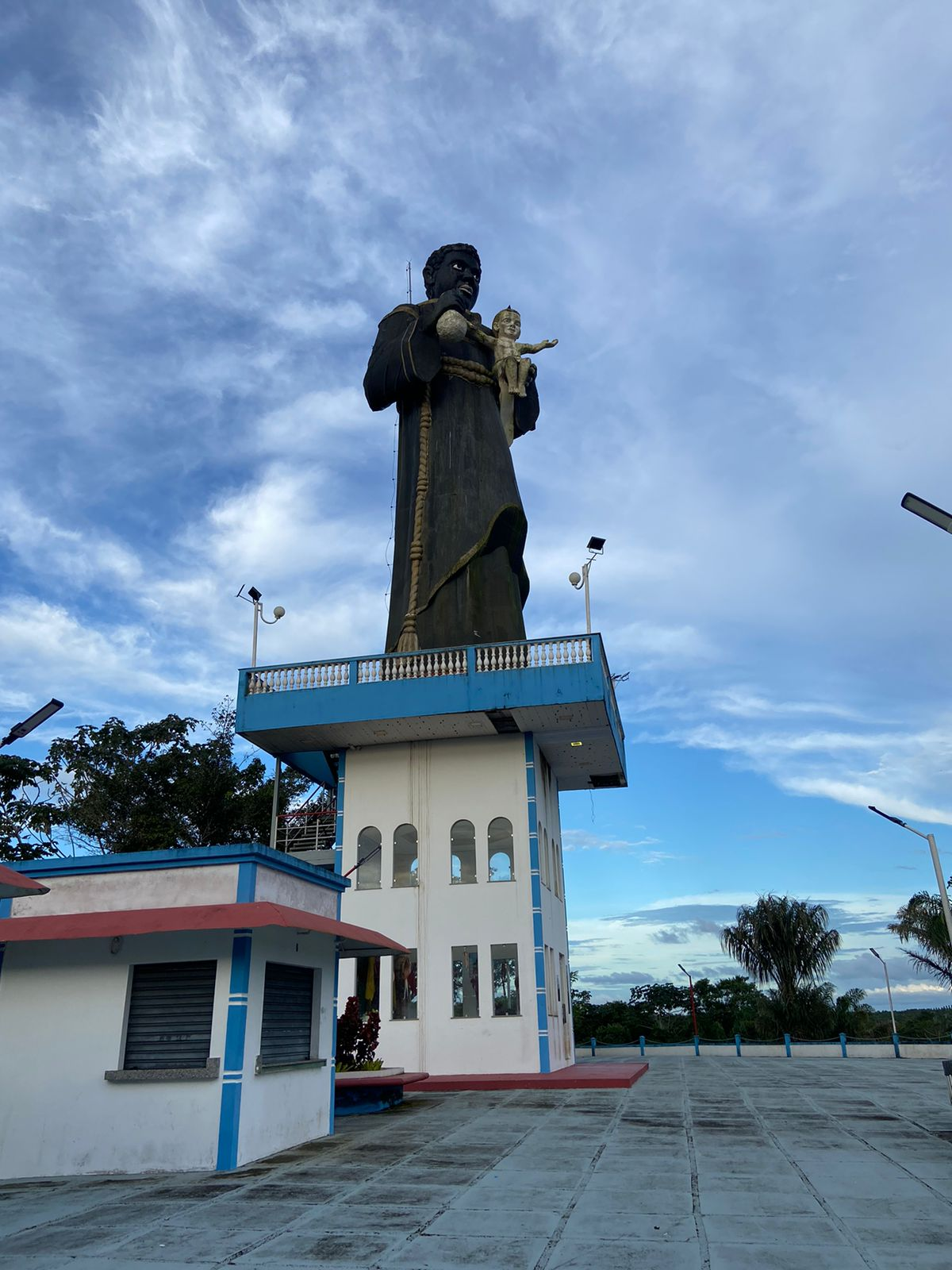
Mirante de São Benedito, em Bragança, no Pará.

O mirante de São Benedito é uma edificação localizada na vila do Camutá, à margem direita do Rio Caeté, no município de Bragança, Pará. Foi inaugurado em 1º de agosto de 2009. No mesmo ano, celebrou-se o reconhecimento da Marujada de São Benedito como patrimônio cultural e artístico do Estado do Pará, através da lei n° 7.330, de 17 de novembro de 2009.

## Descrição
No alto da edificação, está a imagem de São Benedito em pé, segurando o menino Jesus pela mão esquerda e carregando um pacote de pães na mão direita. A representação simboliza sua história com a cozinha (é conhecido como o Santo cozinheiro) e um de seus milagres. Atualmente, o mirante tem 16,5 metros de altura, e 4 metros de diâmetro.
Bem mais que um ponto turístico, a obra representa a fé e a cultura do povo bragantino, evoca consigo a ancestralidade de um povo devoto e a festividade que traz notoriedade para o município. O mirante é, portanto, um símbolo de identidade regional.

## Incidente
O monumento sofreu um desabamento em 2019, sendo restaurado 7 meses após o acontecimento e reinaugurado na abertura da festividade do santo, em dezembro do mesmo ano.